# Guillaume Tell (Grétry)
Guillaume Tell (deutscher Titel: Wilhelm Tell) ist eine Opéra-comique (Originalbezeichnung: „Drame lyrique […] en prose, mêlé de musique“) in drei Akten des französischen Komponisten André-Ernest-Modeste Grétry. Das Libretto stammt von Michel-Jean Sedaine nach dem gleichnamigen Stück von Antoine-Marin Lemierre. Die Uraufführung fand am 9. April 1791 in der Salle Favart der Comédie-Italienne in Paris statt.

## Handlung
Die Oper behandelt den Freiheitskampf der Schweizer im 14. Jahrhundert gegen die Vorherrschaft der Habsburger. Dabei steht die Geschichte um Wilhelm Tell in Mittelpunkt der Handlung.

### Erster Akt
Bergtal
In einem schweizerischen Dorf warten Guillaume Tells Tochter Marie und sein Sohn auf Maries Bräutigam, den jungen Melktal. Hochzeitsgäste aus den umliegenden Dörfern versammeln sich. Da trifft die Nachricht ein, dass Melktals alter Vater von den Österreichern geblendet wurde. Er hatte sich geweigert, den Hut des Gouverneurs Guesler zu grüßen. Die Männer bereiten sich auf den Kampf vor. Gueslers Soldaten verhalten sich aggressiv, und Tells Frau rettet eine Frau vor einer Vergewaltigung.

### Zweiter Akt
Marktplatz eines größeren Dorfes
Guesler hat seinen Hut auf eine Stange setzen lassen und zwingt die Bewohner, diesen zu grüßen. Guillaume Tell wurde  bereits für seine Weigerung zum Tode verurteilt. Seine Familie fleht vergeblich um Gnade. Durch einen seiner Offiziere kommt Guesler auf die Idee, Tells Waffenkunst auf die Probe zu stellen. Wenn es ihm gelingt, mit seinem Bogen einen auf dem Kopf seines Sohnes liegenden Apfel zu treffen, soll sein Leben geschont werden. Nach dem erfolgreichen Schuss findet man jedoch in Tells Mantel einen zweiten Pfeil, der für Guesler bestimmt war. Er wird festgenommen. Die Schweizer beschwören ihre Freiheit und reißen den Hut von der Stange.

### Dritter Akt
Vor der Festung
Der Aufstand der Schweizer ist in vollem Gange. Tells Frau sorgt sich nun noch mehr um ihren Mann. Tell gelingt es, während eines Sturms von einem österreichischen Boot zu fliehen. Nachdem er vom alten Melktal die Führung übernommen hat, ruft er die Kantone zusammen und lässt Signalfeuer entzünden. Die Befreiungsschlacht verläuft siegreich für die Schweizer, und Tell erschießt den Gouverneur. Im Schlusschor rufen die Schweizer die nachfolgenden Generationen dazu auf, ebenso wie sie selbst für ihre Freiheit zu kämpfen.

## Orchester
Die Orchesterbesetzung der Oper enthält die folgenden Instrumente:
- Holzbläser: Flöte (auch Piccolo), zwei Oboen, zwei Klarinetten, Fagott
- Blechbläser: zwei Hörner, zwei Trompeten
- Streicher
- Bühnenmusik: „cornet ou corne de vache“, Trompete

## Werkgeschichte
Das Werk entstand im Jahr 1791, also zur Zeit der Französischen Revolution. Mit der Wilhelm-Tell-Geschichte wird ein erfolgreicher Aufstand eines Volkes gegen einen despotischen Herrscher erzählt. Das wird symbolisch in die Gegenwart des Jahres 1791 übertragen, als sich die Franzosen gegen die alte, als despotisch empfundene, Ordnung auflehnten. Damit ist das Werk auch ein Tribut an den damaligen Zeitgeist und an damalige politische Vorgänge in Frankreich.
Die Oper gehört zwar nicht zu den erfolgreichsten, aber trotzdem zu den bekanntesten Bühnenwerken des Komponisten. Im Jahr 1828 wurde sie von Henri Montan Berton überarbeitet. Dabei wurden Musiknummern aus anderen Opern von Grétry in das Werk eingegliedert. Auch die neue Version hielt sich nicht lange. Schon ein Jahr später brachte Gioachino Rossini seinen Guillaume Tell heraus. Dieses Werk kam beim Publikum besser an und verdrängte die Grétry-Oper nachhaltig von den Spielplänen der Opernhäuser.
Im Sommer 2013 wurde das Werk an der Opéra Royal de Wallonie in Lüttich neu inszeniert. Es sangen und musizierten Marc Laho, Anne-Catherine Gillet, Liesbeth Devos, Natacha Kowalski, und das Orchestre de l’Opera Royal de Wallonie. Die Leitung hatte Claudio Scimone. Dabei entstand auch eine CD, die im Jahr 2014 in den Handel gelangte. Ein Video-Mitschnitt wurde im Fernsehen übertragen.

## Digitalisate
- Guillaume Tell: Noten und Audiodateien im International Music Score Library Project
- Klavierauszug, Brüssel. Digitalisat bei Gallica
- Manuskript der Fassung von Henri Montan Berton, 1828. Digitalisat bei Gallica
- Partitur der Fassung von Henri Montan Berton, Paris 1825–1838. Digitalisat bei Gallica
- Libretto (französisch), Paris 1793. Digitalisat bei Gallica